# Poblat prehistòric de Capocorb Vell
El poblat prehistòric de Capocorb Vell és un jaciment arqueològic prehistòric d'un assentament format per cinc talaiots (dos de quadrats i tres de circulars) i vint-i-vuit habitatges (un d'ells separat de la resta) pertanyents a l'edat del ferro. És un dels poblats més coneguts de l'illa de Mallorca (Balears) i alhora un dels més grans.

## Localització
El poblat està situat al municipi de Llucmajor, a Mallorca, concretament a la carretera DT. 6014 que uneix les localitats de l'Arenal i Les Salines, a l'altura del quilòmetre 23.
El jaciment posseeix aparcament propi, des del qual s'entra a peu al jaciment. La ruta més ràpida des de Palma és arribar al poble de Llucmajor i desviar-se cap al camí de l'Àguila fins a arribar a la DT. 6014, girar a la dreta i continuar fins a albirar el poblat a uns dos quilòmetres de distància.

## Grau de conservació
El jaciment es troba en bon grau de conservació. La majoria dels monuments estan parcialment esfondrats, tot i que gran part del material d'aquests monuments es troben en el seu estat originari o ha estat col·locat al seu lloc de nou. Entre els jaciments destaquen tres torres de vigilància situades estratègicament, de les quals dues superen els 2 m d'alçada. També destaquen el centre cerimonial i les cases, situades entre les torres de vigilància, tot i que es troben en pitjor estat que les torres, a causa de la petita grandària de les pedres, que es creu que foren reutilitzades pels pagesos de les finques adjacents al poblat per fer els marges que delimiten les seues possessions.
D'altra banda, dins de la puntuació de la Guia de Riscos i Potencialitats, el jaciment obté una nota mitjana de 5, a causa que l'alçada del conjunt és de més de 2 m, hi ha més d'un 90% d'evidències de configuració i s'identifiquen més de 10 estructures en tot el conjunt. El jaciment, en l'índex de significació del conjunt, obté una nota mitjana de 4 a causa que el nombre de publicacions que fan referència al bé són elevats, igual que el nivell de valoració social del bé, ja que en té tots els requisits (senyalitzat, publicacions divulgatives, integrat en un itinerari i en un programa de visites), però el grau de significança esteticoformal n'és per sota (només 3 punts). El potencial educativoformatiu obté una nota mitjana de 3, ja que el bé requereix d'una explicació perquè les evidències materials no en són suficients i perquè les incorporacions del bé a tríptics, pàgines web i guies turístiques no són massa nombroses. L'índex d'accessibilitat del bé obté una nota mitjana de 4'4, ja que la situació del jaciment fa que s'hi puga arribar en menys d'un minut a peu des de l'aparcament per un camí adequat. El grau de condicionament té una nota mitjana de 2 perquè no hi ha vegetació en les estructures, el bé està consolidat i restaurat i la senyalització n'és completa. L'índex d'interpretació del bé obté una nota de 2, ja que està senyalitzat i interpretat amb plafons de text i suport gràfic, fent que el valor mitjà de potencialitat com a element patrimonial visitable del jaciment siga de 4'73.

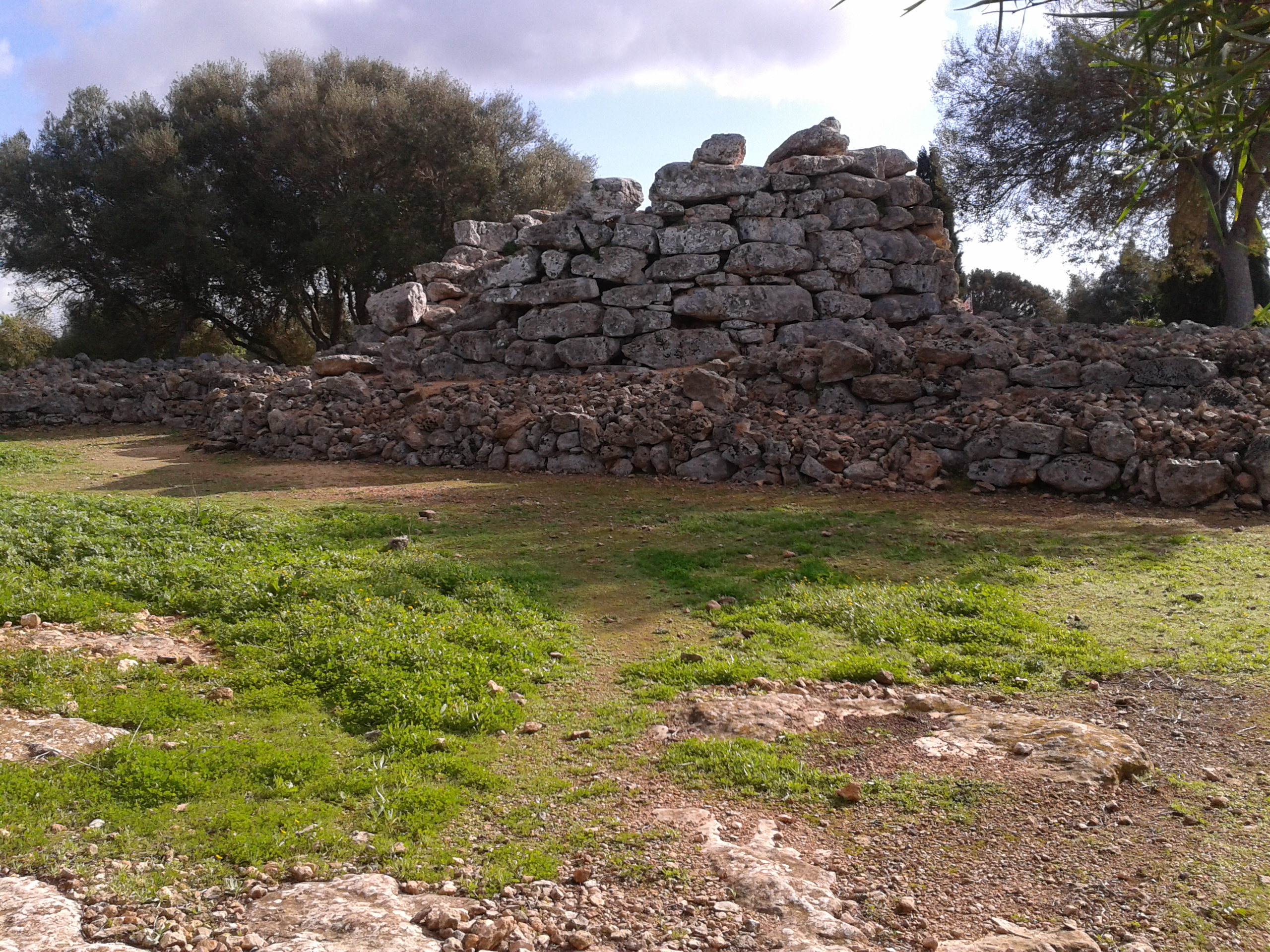
Foto del talaiot circular núm. 1 del poblat prehistòric de Capocorb Vell, situat al municipi de Llucmajor

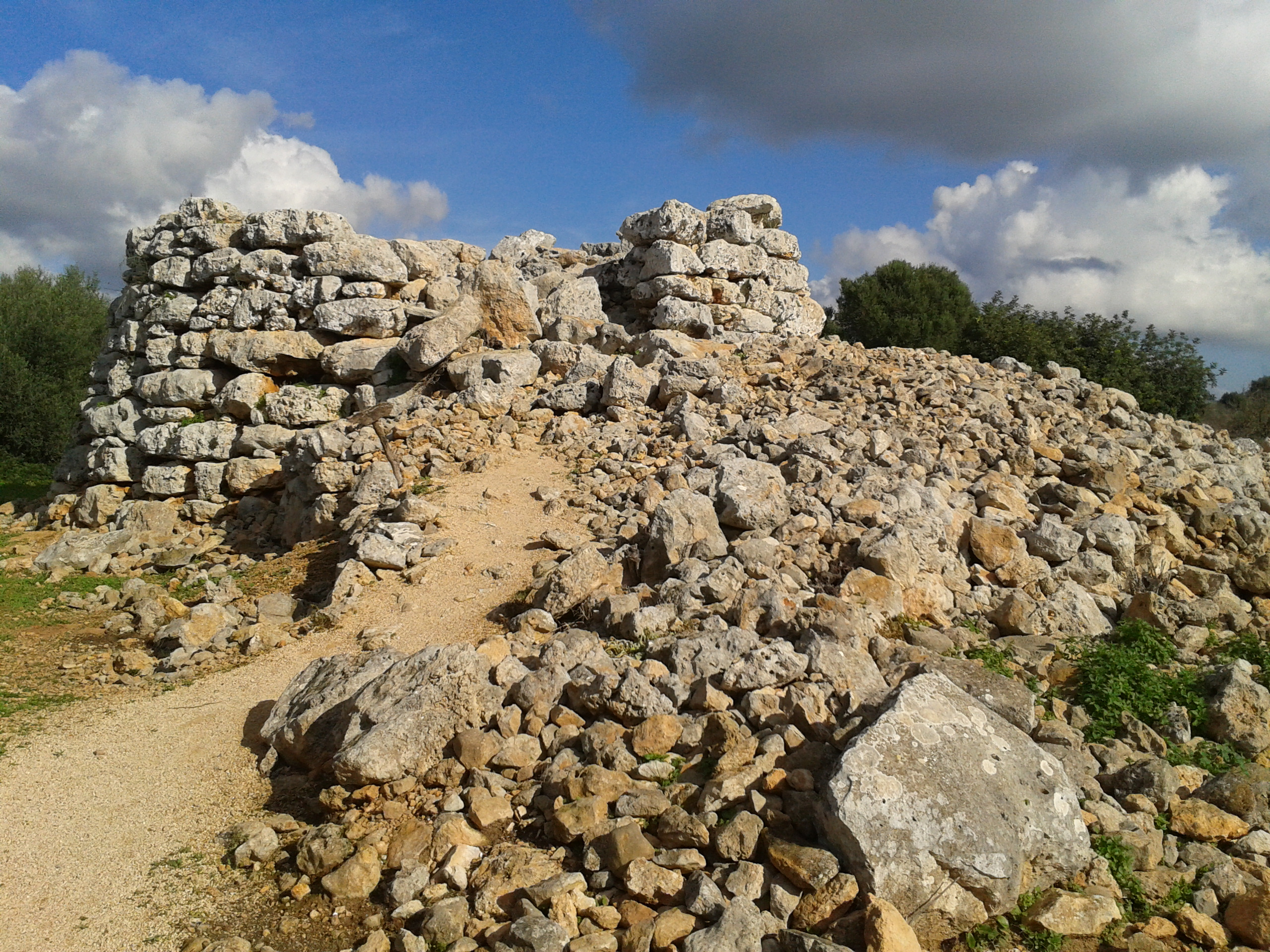
Foto del talaiot circular núm. 2 del poblat prehistòric de Capocorb Vell

## Descripció del jaciment
El poblat fou estudiat pels arqueòlegs Watelin i Albert Mayr, tot i que les primeres excavacions científiques se'n realitzaren en la segona dècada del s. XX per l'arqueòleg Josep Colominas Roca, que excavà per compte de l'Institut d'Estudis Catalans i que té un monòlit en la seua memòria en el mateix poblat. Només entrar al jaciment hi ha un talaiot circular, que fa prop de 7 m d'alçada, en un estat de conservació bastant bo. Darrere d'aquest talaiot circular n'hi ha quatre més, dos de circulars i dos de quadrats, alineats de nord-est a sud-oest. Els dels extrems són circulars, mentre que els dos centrals són de planta quadrada. Entre aquests hi ha 28 habitacions rectangulars, situades alineadament. A més dels cinc talaiots i les habitacions, hi ha una altra habitació més, allunyada de la resta i molt més gran que les altres que devia ser un santuari.
Segons s'explica en l'obra El poblat prehistòric de Capocorb Vell de Bartomeu Font Obrador i Guillem Rosselló Bordoy, el poblat devia segurament un centre cerimonial de la resta de poblats dels voltants; així també es pensa en l'existència d'un altre poblat molt a prop, on són ara les cases de Capocorb Vell, a uns 350 m, perquè els pobladors cristians solien establir-se a prop de jaciments per aprofitar la seua pedra i construir les cases de possessió.